# Clínica 0-19
La Clínica 0-19 es una clínica médica ubicada en Monterrey, México que dice tratar el glioma pontino intrínseco difuso (DIPG), un tumor del tronco encefálico. Aunque la clínica afirma que los pacientes que reciben su tratamiento dejan de mostrar signos de la enfermedad, se ha negado a publicar su protocolo de tratamiento o sus tasas de supervivencia. Algunos de los pacientes a quienes los médicos de la clínica han declarado libres signos de la enfermedad mostraron crecimientos tumorales posteriormente. Algunos oncólogos han criticado a los principales médicos de la clínica, Alberto Siller y Alberto García, por su falta de transparencia.

## Tratamiento del glioma pontino intrínseco difuso
La Clínica 0-19 trata el DIPG con quimioterapia intraarterial e inmunoterapia. Mientras que las consultas y las citas de seguimiento se llevan a cabo en la Clínica 0-19, los tratamientos se llevan a cabo en los hospitales cercanos, especialmente en el Hospital Ángeles.
Para la quimioterapia intraarterial, se inserta un catéter en la arteria femoral, se lo guía hasta el tronco encefálico del paciente, y se lo utiliza para administrar fármacos quimioterapéuticos.  La clínica afirma que los medicamentos que usa están aprobados por la FDA (Administración de Medicamentos y Alimentos de los Estados Unidos). Su sitio web no ofrece ejemplos de los tipos de medicamentos que utilizan. Los medicamentos que han empleado en el pasado han incluido dosis inusualmente bajas de cisplatino, cetuximab, doxorrubicina, y Avastin (bevacizumab). Ninguno de estos medicamentos ha demostrado ser eficaz contra el DIPG, y el Avastin no ha sido aprobado por la FDA para su uso en niños. Según los padres de un paciente entrevistados en 2018, los médicos administran "de 10 a 12 tipos diferentes de medicamentos". El tratamiento se proporciona una vez cada tres semanas en algunos casos, y una vez cada seis semanas en otros casos, y se realiza diez o más veces.
La inmunoterapia proporcionada por la clínica utiliza células dendríticas. Hasta julio de 2018, había muy pocas publicaciones sobre el uso de células dendríticas para tratar el DIPG.  
Siller y García no han publicado su protocolo de tratamiento. Afirman que adaptan el tratamiento a cada niño. El cirujano oncológico, además de escéptico, David Gorski ha criticado este enfoque: "En otras palabras, lo vamos inventando que avanzamos y no podemos decirles cómo lo hacemos de una manera lo suficientemente clara como para que sea posible escribir un protocolo y realizar un ensayo clínico". 
La clínica también ha recibido críticas por disuadir a sus pacientes de recurrir a la radioterapia.

### Eficacia
No se han realizado estudios sobre el enfoque de la Clínica 0-19 para el tratamiento del DIPG, y la clínica no ha proporcionado información sobre la supervivencia de sus pacientes o las tasas de recurrencia.
La clínica ha publicado tomografías que parecen mostrar que los tumores de los pacientes se han reducido después del tratamiento en la clínica.  El Dr. David Ziegler, un oncólogo pediátrico australiano, ha declarado que las tomografías "no representan con precisión el tumor". Gorski ha notado que el aparente encogimiento podría deberse a la disminución de la inflamación que rodea del tumor causada por el tratamiento previo.
La cobertura mediática de la clínica ha puesto de relieve casos de pacientes que, tras el tratamiento de Siller y García, vivieron más tiempo del que se esperaba inicialmente. Gorski ha indicado que las razones probables de que los niños que recibieron atención en la clínica hayan vivido más tiempo que el promedio de los pacientes con DIPG, independientemente del tratamiento de la Clínica 0-19, son que la clínica sólo trata a los pacientes que pueden viajar a la clínica, que renuncian al tratamiento con esteroides durante varios meses antes del tratamiento, y que pueden pagar los cientos de miles de dólares que cobra la clínica por el tratamiento. Señala que los pacientes que pueden viajar al extranjero y sobrevivir sin esteroides están probablemente en mejor estado de salud que el paciente promedio de DIPG, y que las familias que pueden acceder a grandes cantidades de dinero para el tratamiento pueden no representar a los pacientes DIPG típicos en otros aspectos que podrían tener un impacto sobre su supervivencia.

### Costo
El costo del tratamiento para DIPG a través de la Clínica 0-19 es de aproximadamente USD 30,000 por tratamiento, y se ha informado de casos en los que los costos totales han superado los USD 300,000.

## Críticas
Ziegler y Gorski han criticado a Siller y García por no publicar sus resultados ni su protocolo de tratamiento.
La fundación Cure Brain Cancer Foundation (CBCF) de Australia ha intentado visitar la Clínica 0-19 para investigar el tratamiento que ofrece. CBCF también se ha ofrecido a ayudar a la clínica a informar sus hallazgos. Un portavoz de la clínica declaró que los médicos tendrían que desarrollar un programa para recibir a los médicos visitantes antes de poder trabajar con el CBCF. Hasta julio de 2018, no había pruebas de que se hubieran planeado esas visitas.
En febrero de 2018, Siller declaró que la clínica había "comenzado a hacer algunos cálculos básicos" con la intención de publicar sus resultados "en los próximos meses".

## Cobertura mediática de los pacientes
Varios pacientes de Clínica 0-19 han sido objeto de cobertura mediática.
- Alexia Eljourdi, una niña australiana, fue tratada por la Clínica 0-19 después de tres años de vivir con DIPG.[10] Sus padres agotaron sus fondos después de cuatro tratamientos, y no pudieron continuar el tratamiento.[11] Eljourdi murió a los cinco años, un mes después de su último tratamiento.

- Riaa Kulkarni, una niña australiana, tenía siete años cuando le diagnosticaron DIPG.[11] Su tumor se redujo un 40% después del primer tratamiento de la Clínica 0-19.[4] Sus padres vendieron su casa para pagar el tratamiento en la Clínica 0-19.[11]

- Buddy Miller, un niño de Míchigan, tenía siete años cuando le diagnosticaron DIPG.[10][5] En febrero de 2018, se informó que el tumor de Miller había desaparecido después del tratamiento de la Clínica 0-19. Para mayo de 2018, se descubrió que el tumor estaba creciendo de nuevo.

- Parker Monholland, de Silver Lake, Kansas, tenía ocho años cuando le diagnosticaron DIPG.[12] Mientras recibía tratamiento en la Clínica 0-19, se le infectó el depósito de Ommaya, implantado para administrar los medicamentos de quimioterapia del tratamiento proporcionado por la clínica. Sufrió diversos problemas de salud, y sus padres agotaron sus fondos para proporcionarle tratamiento en la Clínica 0-19. Su actividad cerebral se detuvo, y a sus padres no se les dio la opción de quitarle el soporte vital. Murió cinco días después. La cuenta de la familia en el hospital en México rondaba los cientos de miles de dólares.

- Annabelle Nguyen, de Perth, Australia, tenía dos años cuando le diagnosticaron DIPG, y le pronosticaron entre seis y nueve meses de vida.[7] Sus padres la llevaron a la Clínica 0-19 para tratarla, a un costo de USD 300,000, por lo cual debieron vender su casa.[9] En febrero de 2018, se afirmó que no tenía signos de la enfermedad. En abril de 2018, se le encontraron nuevos signos del tumor.[6] Nguyen cayó en coma. Aunque su familia quería llevarla de regreso a Australia, el costo de un vuelo equipado para atenderla durante el viaje era prohibitivamente alto, lo que dejó a la familia sin más remedio que hacerla atender en un hospital de México, a un costo de miles de dólares por día.[1] En agosto de 2018, murió a la edad de cinco años, y tres meses después de entrar en coma.[6]

- Annabelle Potts, de Canberra, Australia, fue diagnosticada con DIPG a los tres años, y le pronosticaron de seis a nueve meses de vida.[13][3][14] Sus padres la llevaron a la Clínica 0-19 para tratarla. Se afirmó que no mostraba signos de la enfermedad en marzo de 2018.[9] En junio de 2018, el tumor empezó a crecer de nuevo.[14] Los padres de Potts decidieron suspender el tratamiento en la Clínica 0-19 cuando sus tumores volvieron a aparecer y su salud se deterioró.[15] Su madre declaró como una de las razones para suspender el tratamiento con la Clínica 0-19 "....estoy molesta con [los médicos mexicanos] porque deberían estar compartiendo lo que están haciendo con el mundo, y estoy molesta porque no podemos hacer más tratamientos experimentales para niños con enfermedades terminales aquí en Australia".

- Adalynne "Addy" Joy Sooter, una niña de Arkansas, fue diagnosticada con DIPG a la edad de dos años. Los médicos les dijeron a sus padres que a Sooter le quedaban pocos meses de vida.[1] Sus padres gastaron más de USD 200,000 en viajes y tratamiento en la Clínica 0-19. Murió poco más de un año y medio después de ser diagnosticada, el 3 de junio de 2018.[16]

- Alan Vasquez, un niño de Orlando, FL., fue diagnosticado con DIPG a la edad de 8 años. Sus padres vendieron su casa para pagar el tratamiento en la Clínica 0-19. En abril de 2017, se informó que tenía una reducción del 50% en el tamaño de su tumor. Murió en noviembre de 2017.[17]